# گمینا تارنووکا
گمینا تارنووکا (به لهستانی:  Gmina Tarnówka) یک گمینا در لهستان است که در شهرستان زوتوف واقع شده‌است. گمینا تارنووکا ۱۳۲٫۲۳ کیلومتر مربع مساحت و ۳٬۰۹۵ نفر جمعیت دارد.